# NGC 4882
NGC 4882 (również NGC 4886 lub PGC 44698) – galaktyka eliptyczna (E), znajdująca się w gwiazdozbiorze Warkocza Bereniki.
Odkrył ją Heinrich Louis d’Arrest 6 kwietnia 1864 roku. Obserwował ją też 22 kwietnia 1865 roku, lecz tym razem obliczył jej pozycję mniej dokładnie i nie zorientował się, że to ten sam obiekt, który obserwował rok wcześniej. John Dreyer skatalogował obie obserwacje d’Arresta jako, odpowiednio, NGC 4886 i NGC 4882.